# Barrage Mohamed V
Le barrage Mohamed V est un barrage marocain sur la Moulouya. Mis en service en 1967, sa capacité initiale est de 650 millions de m3 réduite à moitié à cause de l'envasement . Son nom commémore l'ancien roi du Maroc Mohamed V.

## Utilité
Il sert principalement à l'irrigation des zones agricoles de la Basse-Moulouya et à l'approvisionnement en eau potable de la ville de Nador grâce au canal de Bouareg. Il est également équipé avec une usine hydroélectrique qui produit 85 GWh.

## Caractéristiques
Le barrage Mohamed V est un barrage poids. Il a une hauteur de 64 m sur fondations et sa longueur en crête est de 280 m.